# Titularbistum Lugura
Lugura ist ein Titularbistum der römisch-katholischen Kirche.
Die in Nordafrika gelegene Stadt war ein alter römischer Bischofssitz, der im 7. Jahrhundert mit der islamischen Expansion unterging. Er lag in der römischen Provinz Numidien.
| Titularbischöfe von Lugura |                                |                                                  |                  |                    |
| Nr.                        | Name                           | Amt                                              | von              | bis                |
| 1                          | Alfredo Caselle                | ernannter Weihbischof in Melfi-Rapolla (Italien) | 24. August 1965  | 24. September 1965 |
| 2                          | Joseph Louis Bernardin         | Weihbischof in Atlanta (USA)                     | 9. März 1966     | 21. November 1972  |
| 3                          | Max Georg Freiherr von Twickel | Weihbischof in Münster (Deutschland)             | 18. Januar 1973  | 28. November 2013  |
| 4                          | José Augusto Traquina Maria    | Weihbischof in Lissabon (Portugal)               | 17. April 2014   | 7. Oktober 2017    |
| 5                          | Maximino Martínez Miranda      | Weihbischof in Toluca (Mexiko)                   | 28. Oktober 2017 |                    |